# 奧丘圭-博圖奧布亞河
奧丘圭-博圖奧布亞河（羅馬化：Ochchuguy-Botuobuya）是俄羅斯的河流，屬於維柳伊河的右支流，由薩哈共和國負責管轄，河道全長342公里，流域面積約11,100平方公里，河水主要來自融雪和雨水。